# Ryōko Kizaki

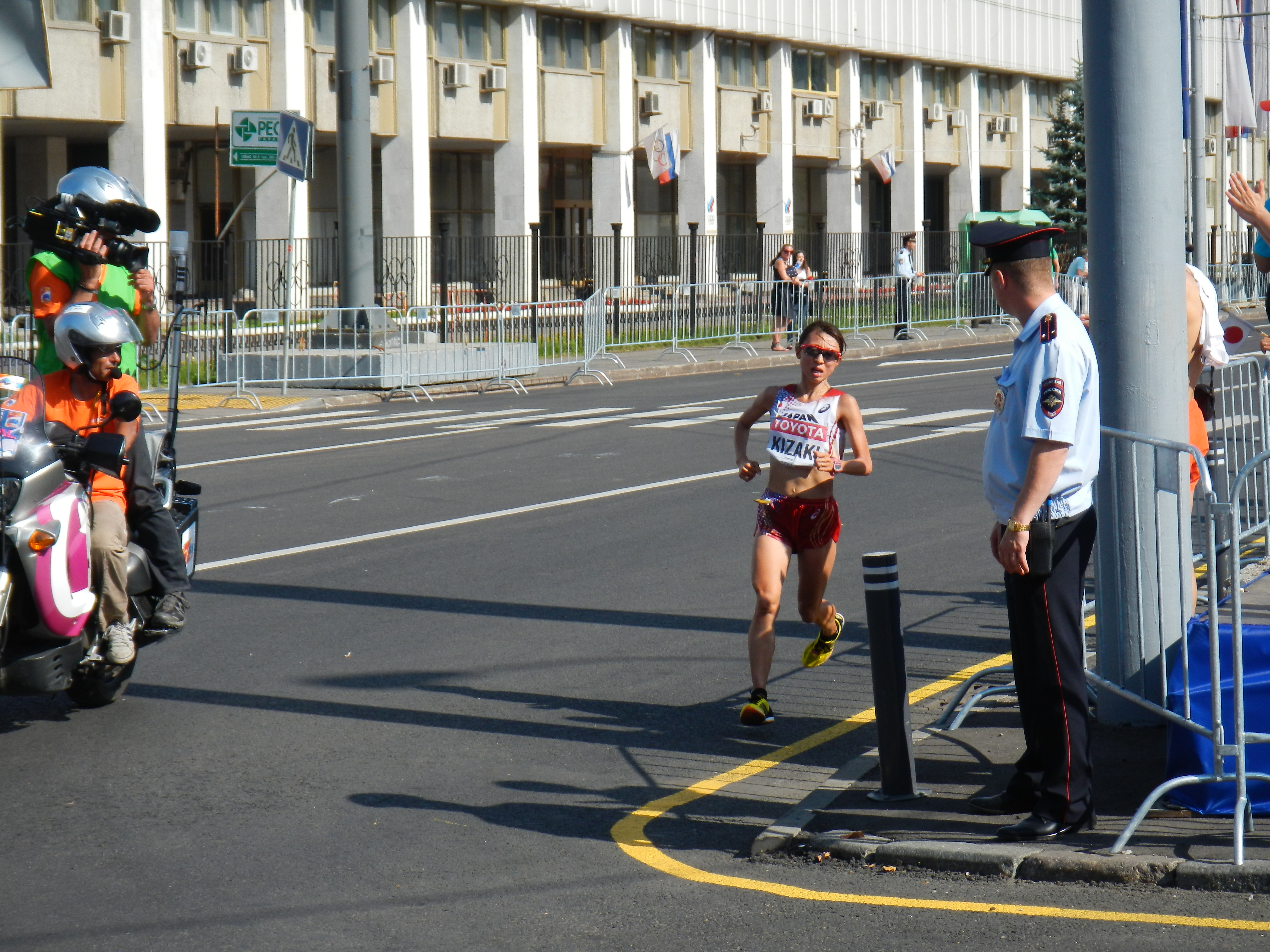
Ryoko Kizaki 2013 in Moskau

Ryōko Kizaki (jap. 木﨑 良子, Kizaki Ryōko; * 21. Juni 1985 in Yosano, Präfektur Kyōto) ist eine japanische Langstreckenläuferin.

## Leben
2005 wurde sie Dritte beim Matsue-Halbmarathon und gewann bei der Universiade Silber im Halbmarathon. Im Jahr darauf wurde sie Dritte beim Kyōto-Halbmarathon und Zweite bei den 10 km von San’yō. Bei den Straßenlauf-Weltmeisterschaften 2006 in Debrecen belegte sie den 19. Platz und holte mit der japanischen Mannschaft Bronze. 2007 siegte sie beim Kyōto-Halbmarathon und errang bei der Universiade eine Silbermedaille über 10.000 m. Einem dritten Platz beim Kyōto-Halbmarathon 2008 folgten 2009 ein siebter Platz bei der japanischen Firmenmeisterschaft im Halbmarathon, ein vierter beim Sapporo-Halbmarathon und Rang 13 bei den Halbmarathon-Weltmeisterschaften in Birmingham.
2010 wurde sie bei ihrem Debüt über die 42,195-km-Distanz Sechste beim Osaka Women’s Marathon. Bei den Halbmarathon-WM in Nanning wurde sie Zehnte und gewann mit der japanischen Mannschaft Bronze. 2011 gelang ihr nach einem fünften Platz in Osaka im Herbst ein Sieg beim Yokohama-Marathon. Im März 2012 wurde sie daraufhin für die Olympischen Spiele in London nominiert.
Ryōko Kizaki studierte an der Bukkyō-Universität und startet seit 2008 für das Firmenteam von Daihatsu.

## Persönliche Bestzeiten
- 5000 m: 15:35,12 min, 29. April 2009, Hiroshima
- 10.000 m: 31:38,71 min, 17. Juli 2010, Abashiri
- 10-km-Straßenlauf: 32:33 min, 23. Dezember 2006, Okayama
- Halbmarathon: 1:10:16 h, 15. März 2009, Yamaguchi
- Marathon: 2:23:34 h, 10. März 2013, Nagoya